# Ole Judichær

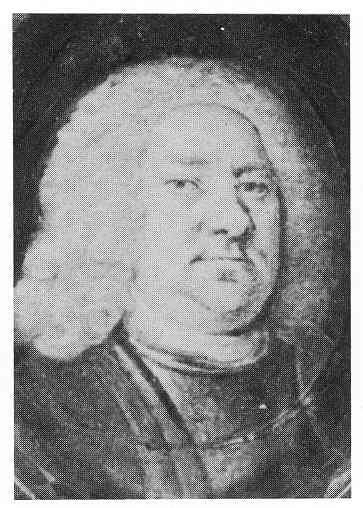
Ole Judichær

Ole Judichær (* 20. März 1661 in Vamlingbo, Gotland; † 29. September 1729 in Næstved) war ein dänischer Admiral und Schiffbauingenieur.

## Leben
Über seine Jugendzeit ist wenig in den historischen Unterlagen bekannt. 1683 studierte er zuerst Theologie in Kopenhagen und wurde vom Rektor der Universität Kopenhagen, Ole Rømer, in Astronomie, Mathematik und Geodäsie unterrichtet.
Ab 1692 bis 1727 war Ole Judichær Direktor der staatlichen Marinewerft Orlogsværftet. Nach seinen Plänen wurde in der Zeit 23 Linienschiffe und 9 Fregatten gebaut. Im Jahre 1698 erhielt er den Titel eines Kommandeurkapitäns (Fregattenkapitän). Er wurde während des Großen Nordischen Krieges 1714 zum Admiral ernannt und diente als Geschwaderchef und Kommandeur der Küstenverteidigung von Seeland (sjællandske kystforsvar).
Ole Judichær wurde in der Holmens Kirke begraben. Das Gebäude war ursprünglich die Ankerschmiede der Marinewerft und ist die letzte Ruhestätte für die Angehörigen der dänischen Marine.